# Stadio Eduardo Gallardón
Lo stadio Eduardo Gallardón (in spagnolo: Estadio Eduardo Gallardón) è un impianto sportivo di Lomas de Zamora, in provincia di Buenos Aires. Ospita le partite interne del Club Atlético Los Andes ed ha una capienza di circa 38 000 spettatori, dato che fa di questo stadio il più capiente di quelli del partido di Lomas de Zamora.

## Storia e descrizione
Lo stadio fu inaugurato il 28 settembre 1940 con un'amichevole tra la squadra di casa e l'Unión de Santa Fe. La prima tribuna dell'impianto era forata da sedici gradoni, ai quali poi successivamente ne furono giunti altri sedici. Tra il 1950 ed il 1951 fu ingrandita nuovamente la tribuna.
Con la promozione del Los Andes nella massima divisione nel 1960 fu realizzata, grazie al contributo dei soci e dei tifosi, la tribuna ospiti. L'8 marzo 1980 lo stadio fu ufficialmente intitolato a Eduardo Gallardón, uno dei principali promotori della costruzione dello stadio. Nuove opere di ammodernamento furono apportate in occasione della promozione del Los Andes in Primera División nel 2000. A causa di questi lavori, la squadra di casa fu costretta a giocare la metà degli incontri del Torneo di Apertura 2000 nello Stadio del Lanús.
Tra il giugno ed il luglio 2007 fu realizzata la nuova tribuna Cabecera Sur, capace di ospitare 3000 spettatori.
Nel 2013, in occasione dell'incontro di campionato contro il San Telmo fu inaugurato il nuovo impianto d'illuminazione notturna. Il 1º gennaio 2017, data del centenario del club, le tribune Boedo, Portela e Cabecera Sur furono ribattezzate rispettivamente Tribuna Jorge Ginarte, Tribuna Familia Da Graca e Tribuna Centenario.